# マティアス・アラガウ
マティアス・アラガウ（Matthias Halagahu、2001年8月15日 - ）は、フランスのラグビーユニオン選手。トップ14のRCトゥーロンに所属している。

## 経歴
フランスのフレジュス生まれ。父親は、太平洋諸島の1つであるウベア島 (フランス領ウォリス・フツナ)出身。
2020年10月23日、トップ14のRCトゥーロンで、カストル・オランピック戦に出場し、プロデビューを果たした。
2024年1月、フランス代表として招集され、シックス・ネーションズ・チャンピオンシップに出場し、代表初キャップを得た。